# Hippolyte Prosper Seligmann
Hippolyte Prosper Seligmann (* 28. Juli 1817 in Paris; † 5. Dezember 1882 in Monte Carlo) war ein französischer Violoncellist und Komponist.

## Leben und Werk
Hippolyte Prosper Seligmann trat am 2. Dezember 1829 in das Pariser Konservatorium ein. Er war dort Schüler von Louis Pierre Martin Norblin. 1834 gewann er den 2. Preis und 1836 den 1. Preis dieses Konservatoriums im Fach Cello. Er setzte seine Studien dort bis Mitte 1838 fort. Er unternahm Kunstreisen nach Frankreich, Italien, Spanien, Belgien und Deutschland. Hippolyte Prosper Seligmann spielte ein Amati-Cello.
Hippolyte Prosper Seligmann komponierte einige Stücke für Violoncello.